# Дијецеза Египат
Дијецеза Египат (лат. Dioecesis Aegypti, грч. Διοίκηση Αιγύπτου) је била једна од дијецеза касног Римског царства, која је настала за време Теодосија I, када ју је овај 380. г. издвојио из Источне дијецезе, узевши јој за седиште Александрију и поставивши јој за управника августовског префекта (praefectus Augustalis). Судећи по схематском приручнику за канцеларију и војску, званом Notitia Dignitatum, првобитно су је чиниле следеће провинције: Aegyptus, Augustamnica, Arcadia, Thebais, као и Lybia Superior (касније Pentapolis) и Lybia Inferior (касније Lybia Sicca). За време Јустинијана I примећене су извесне измене и то на основу онога што је сачувано из царевог 13. едикта, где јасно стоји да су поједине провинције (Aegyptus, Augustamnica и Thebais) већ биле подељене на два дела. Јустинијановим реформама августовском префекту је одузета управа над Египатском дијецезом. Његово остваривање војних и цивилних власти ограничено је на провинције Aegyptus I и II, с тим да је му је у овој последњој био подређен цивилни гувернер. Августовски дукс који је био надлежан за провинцију Thebais имао је и војна и цивилна овлашћења, а њему су била подређена двојица цивилних гувернера који су управљали обема половинама (горњом/јужном и доњом/северном) провинције. Либија је такође имала свог дукса, којем је био подређен цивилни гувернер. Дијецеза је трајала све док њене територије нису коначно потпале под власт муслиманских завојевача 40-их година 7. века, који су били материјално потпомагани од стране аутохтоног коптског становништва.